# Hypolimnas divina
Hypolimnas divina är en fjärilsart som beskrevs av Hans Fruhstorfer 1903. Hypolimnas divina ingår i släktet Hypolimnas och familjen praktfjärilar. Inga underarter finns listade i Catalogue of Life.